# صرد أحمر القنة
دُقَيْش  أو صُرَد أحمر القنة أو دُقناس أوروبي (الاسم العلمي: Lanius  senator) (بالإنجليزية: Woodchat  Shrike)‏، ومعظم أنواع الصرد تعرف في مصر بالدِقناش. هو طائر ينتمي إلى دقنوش (فصيلة: Laniidae).

## الوصف
طائر متوسط الحجم من العصفوريات. الذكر ملفت للنظر بلونه الأسود والأبيض وقنته الحمراء الكستنائية. سلالتة موجودة في غرب حوض البحر المتوسط ليس لها بقع بيضاء كبيرة على الجناح. عند الإناث والأفراد اليافعة تكون الأجزاء العلوية من الجسم بنية وعليها تموجات، أما الأجزاء السفلية فتكون بنية مصفرة وعليها تموجات أيضاً.

## الموطن
طائر مهاجر، يوجد في المناطق الزراعية ويفضل مناطق البساتين المحاطة بمناطق رملية.

## التكاثر
يتكاثر في جنوب أوروبا وفي الشرق الأوسط وشمال غرب إفريقيا، ويشتي في المناطق المدارية من القارة الأفريقية. يتكاثر في المناطق الزراعية المفتوحة، ويفضل بساتين الأشجار والتي تحيط بها مناطق جرداء رملية وهو مهاجر عابر خلال الهجرة الربيعية والخريفية

## التغذية
يتغذى على الحشرات الكبيرة والطيور الصغيرة والبرمائيات. ومثل طيور الصرد الأخرى فهو يصطاد من منطقة مرتفعة، ويعلق فريسته على نبات شوكي أو على شريط شائك ثم يقوم بالتغذي عليها.

## أسماء أخرى
اهذا الطائرة عدة أسماء أخرى تستخدم في شبة الحزيرة العربية وهي: أبوعلآ (أبا العلا / صبري / صرد / حمامي)

## معرض صور

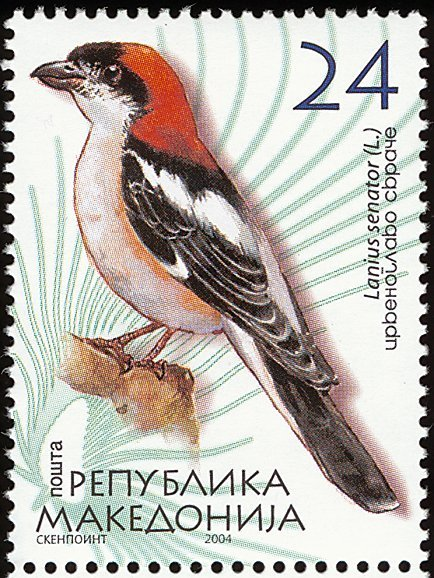
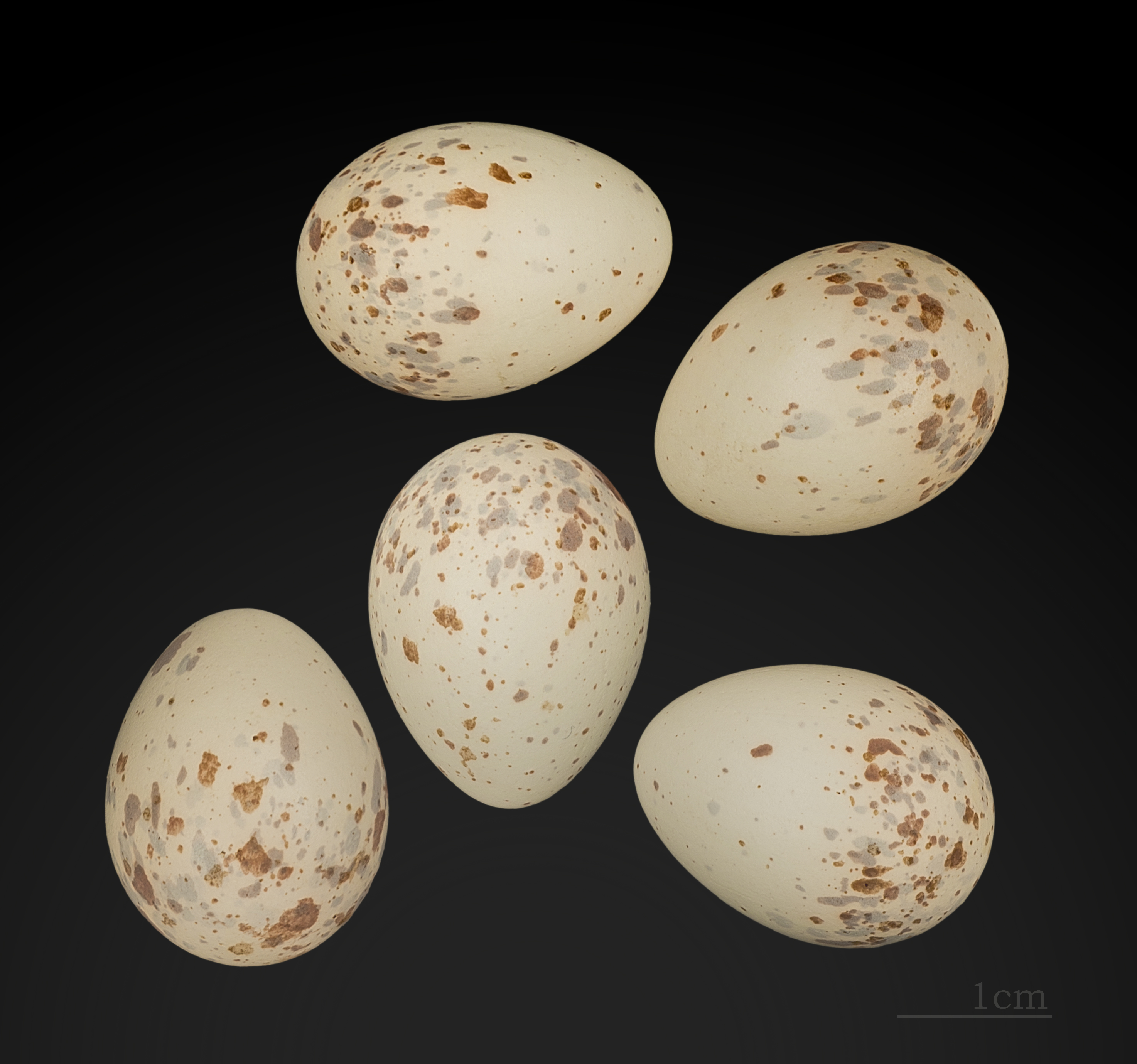
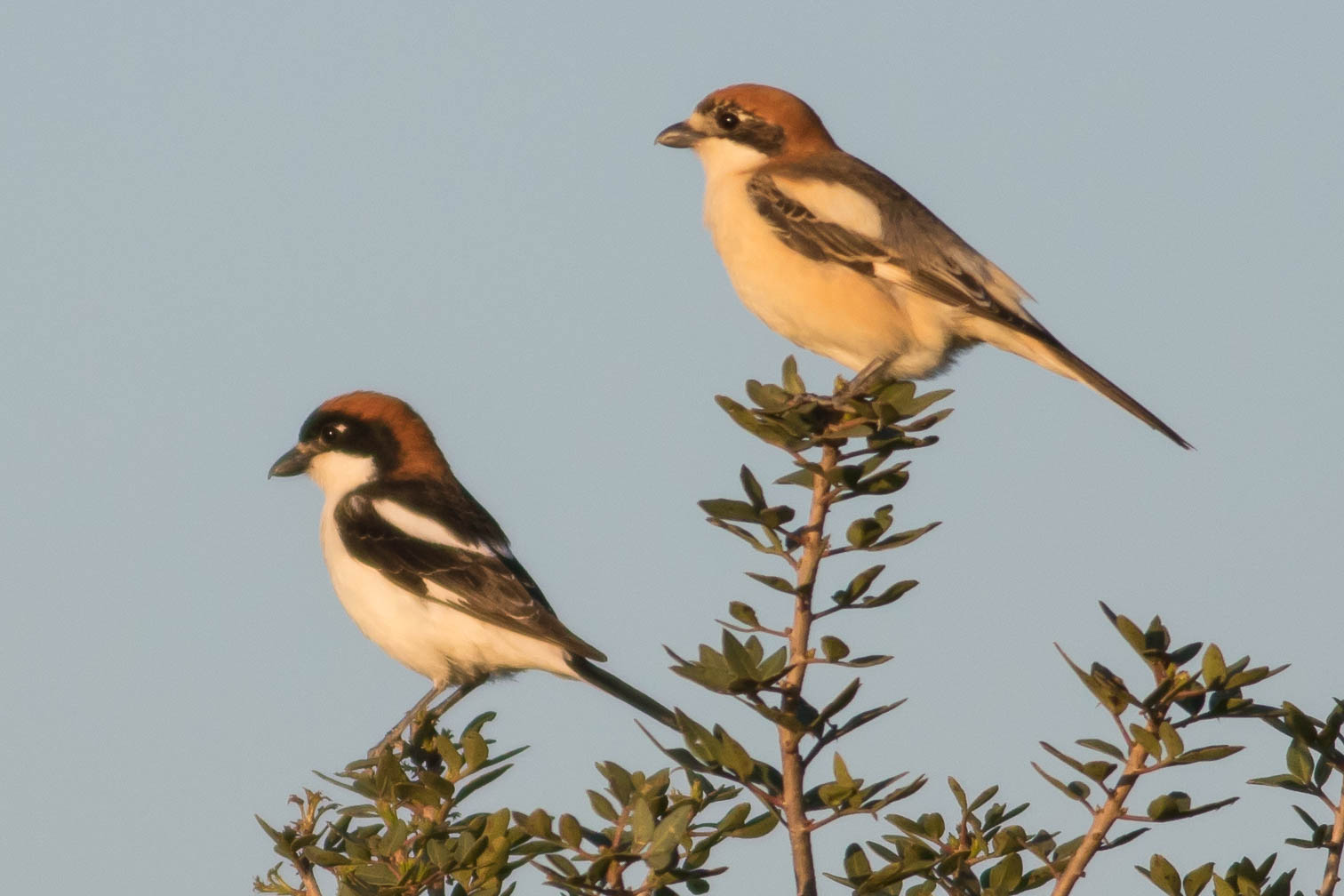
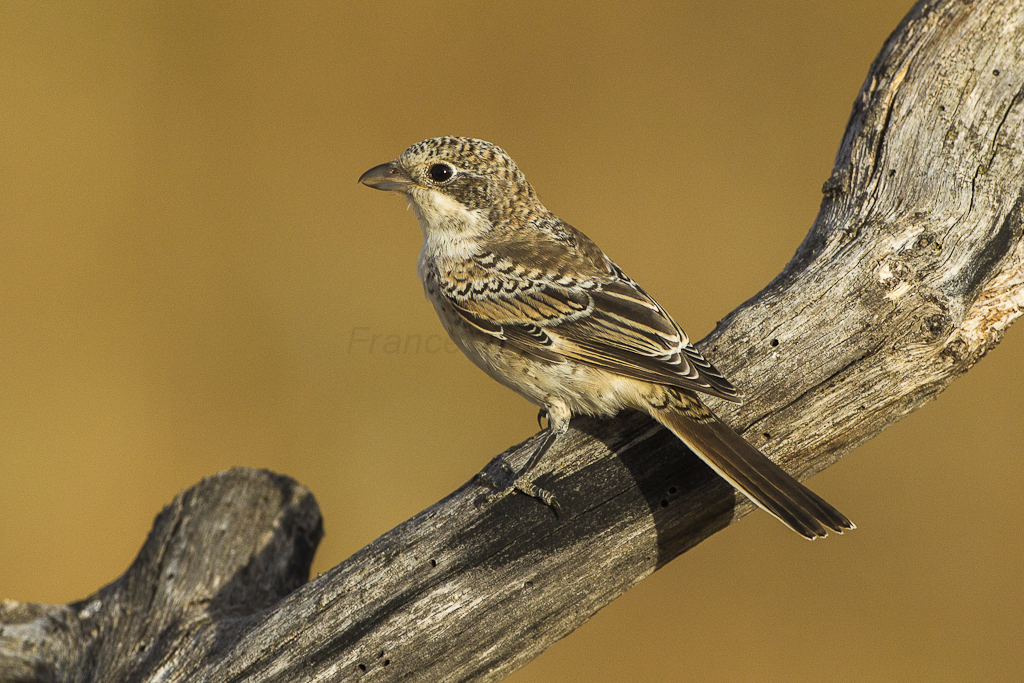
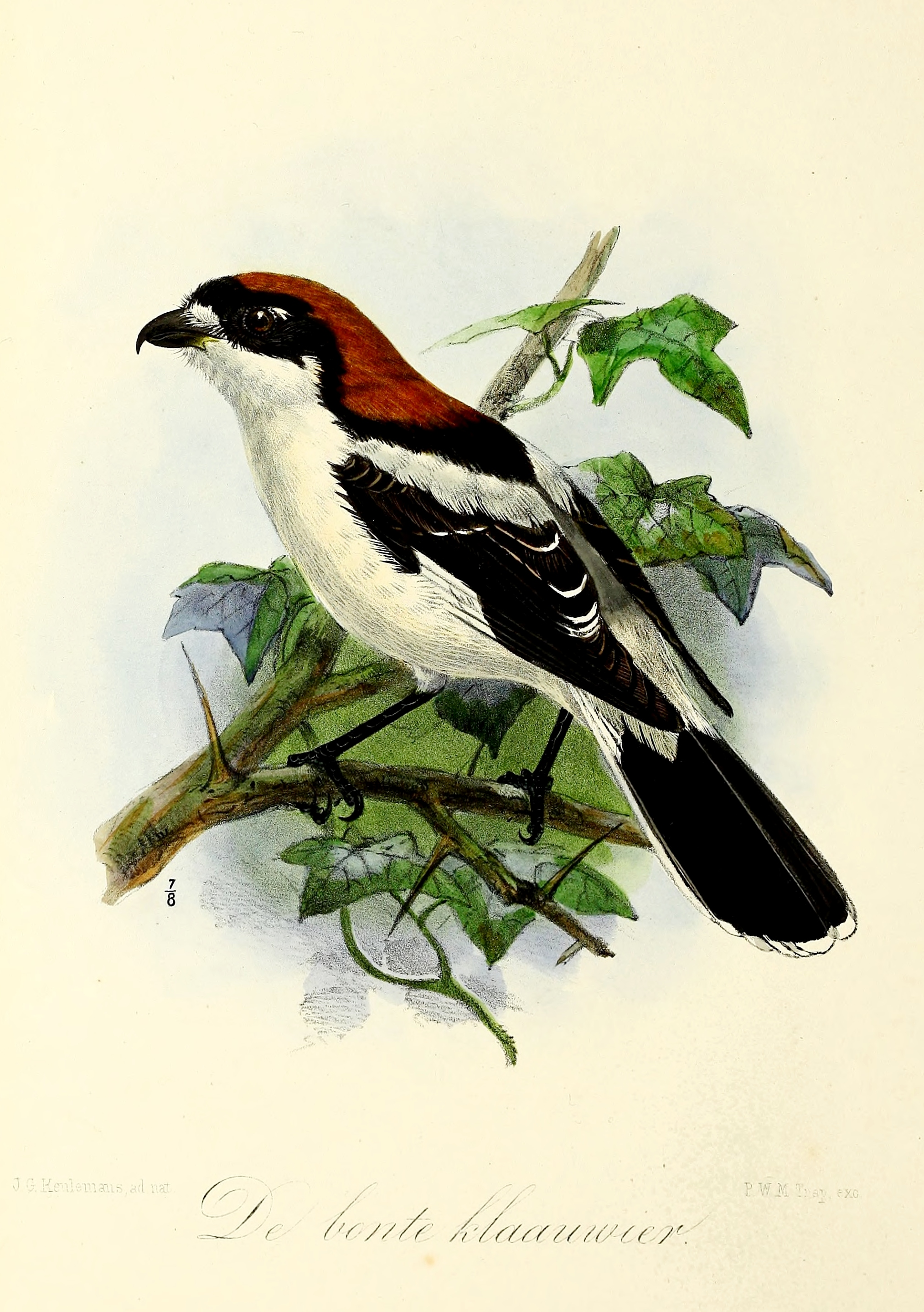